# Morningside Heights

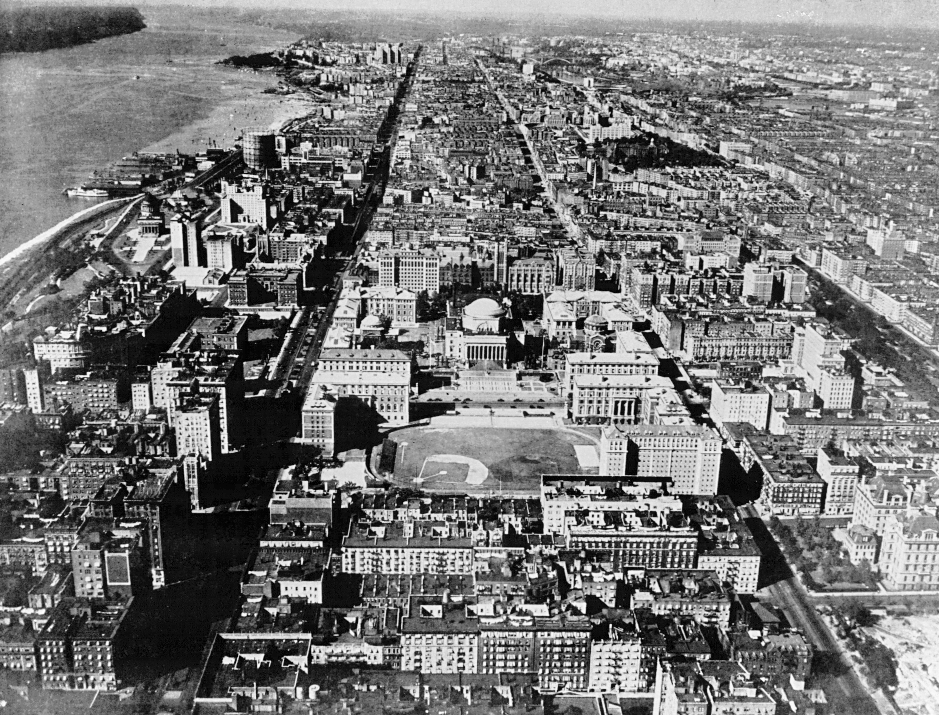
Morningside Heights em 1926

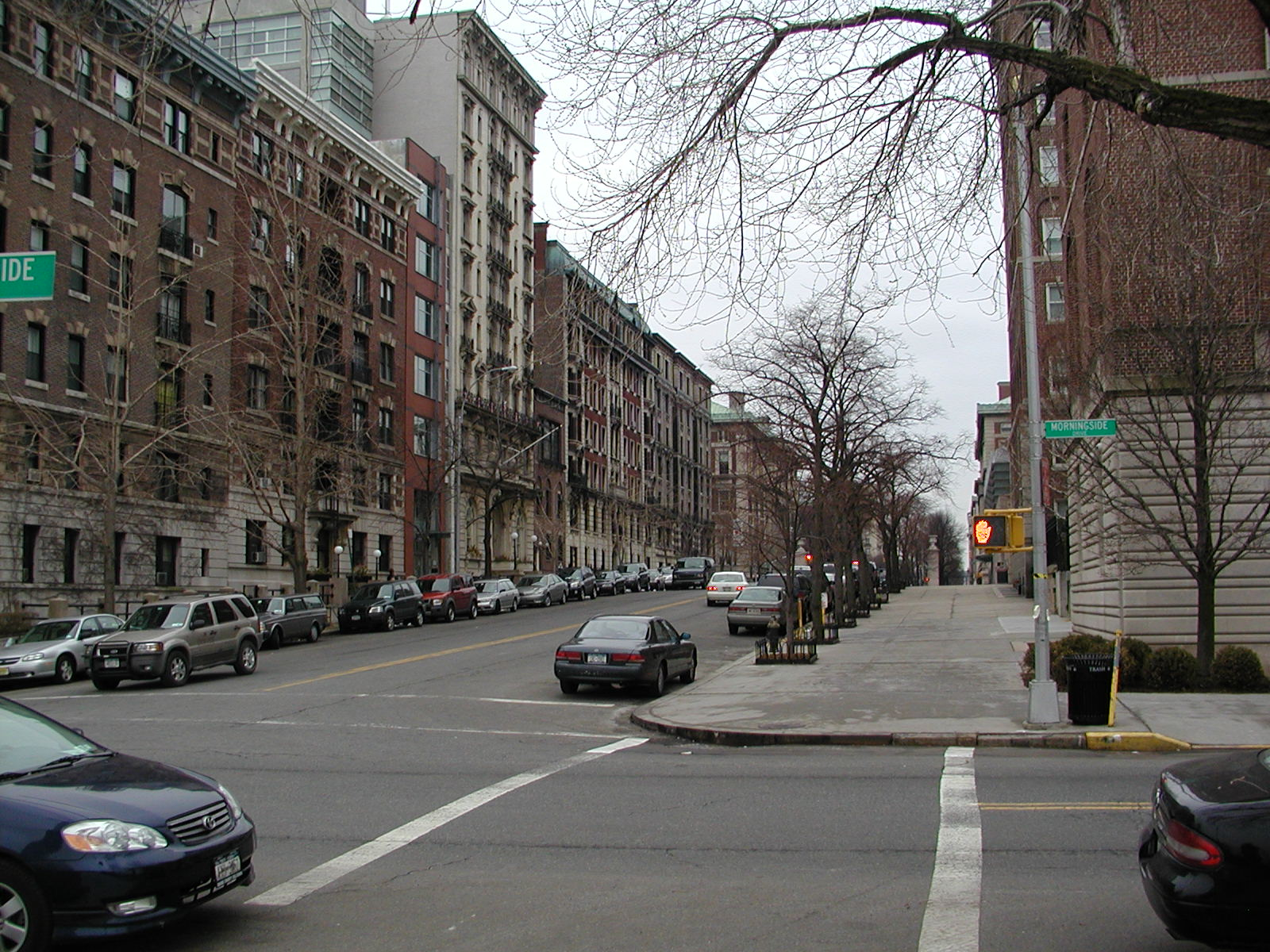
Prédios residenciais na rua West 116th, opostos a Columbia University

Morningside Heights é um bairro de Manhattan, na cidade de Nova Iorque e é conhecido por ser lar de várias instituições de ensino e cultura como a Columbia University (incluindo o Barnard College e o Teachers College), a Escola de Música de Manhattan, o Bank Street College of Education, a igreja Riverside Church, a Catedral de São João, o Divino, o Union Theological Seminary, e o Jewish Theological Seminary.
Morningside Heights é uma parte do Upper West Side. Entretanto, várias fontes indicam o bairro como parte da "Grande Harlem" ("Greater Harlem"). Morningside Heights é limitado pelo Morningside Park ao leste, pelo Harlem ao norte, e pelo Riverside Park ao oeste.